# Corrent continu d'alta tensió
El  Corrent continu d'alta tensió  (HVDC per les seves sigles en anglès) és un sistema de transport d'energia elèctrica utilitzat en llargues distàncies.
Habitualment, s'utilitzen corrents alterns per al transport i ús domèstic de l'electricitat. Principalment, pel fet que es pot convertir amb transformadors d'una tensió a una altra. Així s'utilitzen tensions molt altes per al transport elèctric i tensions més baixes i segures per a ús domèstic.
Les línies d'alta tensió de corrent altern funcionen gairebé totes amb corrent altern trifàsic.
En el context particular de certs creuaments submarins o línies soterrades, el transport es d'energia elèctrica es realitza per corrent continu (HVDC) per raons d'economia, mida i fiabilitat. Per exemple:
- L'enllaç IFA 2000 França-Anglaterra es fa a través de dos parells de conductors amb tensió de corrent continu respecte a la terra de respectivament +270 kV i −270 kV, és a dir, una diferència de potencial entre els dos conductors de cada parell igual a 540 kV;
- A Grondines, a 100 km al sud-oest de Quebec, es creua el riu Sant Llorenç amb dos parells de cables, el voltatge de corrent continu dels quals és 450 kV positiu i negatiu sumant una diferència de potencial entre els dos conductors de cada parell igual a 900 kV;
- la futura xarxa DESERTEC (producció massiva d'energia solar a la zona saheliana) només pot funcionar de manera eficient amb les línies HVDC.

La forma moderna de la transmissió HVDC fa servir una tecnologia desenvolupada en els anys 30 per l'empresa sueca ABB.
Una de les primeres instal·lacions comercials de transport en CC va ser una línia que unia Moscou i Kashira el 1951 i un altre sistema d'entre 10 i 20 MW entre l'Illa de Gotland i la península de Suècia el 1954.
L'enllaç més llarg actualment és el que uneix les Preses d'Inga amb les mines de coure de Shaba a la República Democràtica del Congo.